# Paulo Cunha (político)

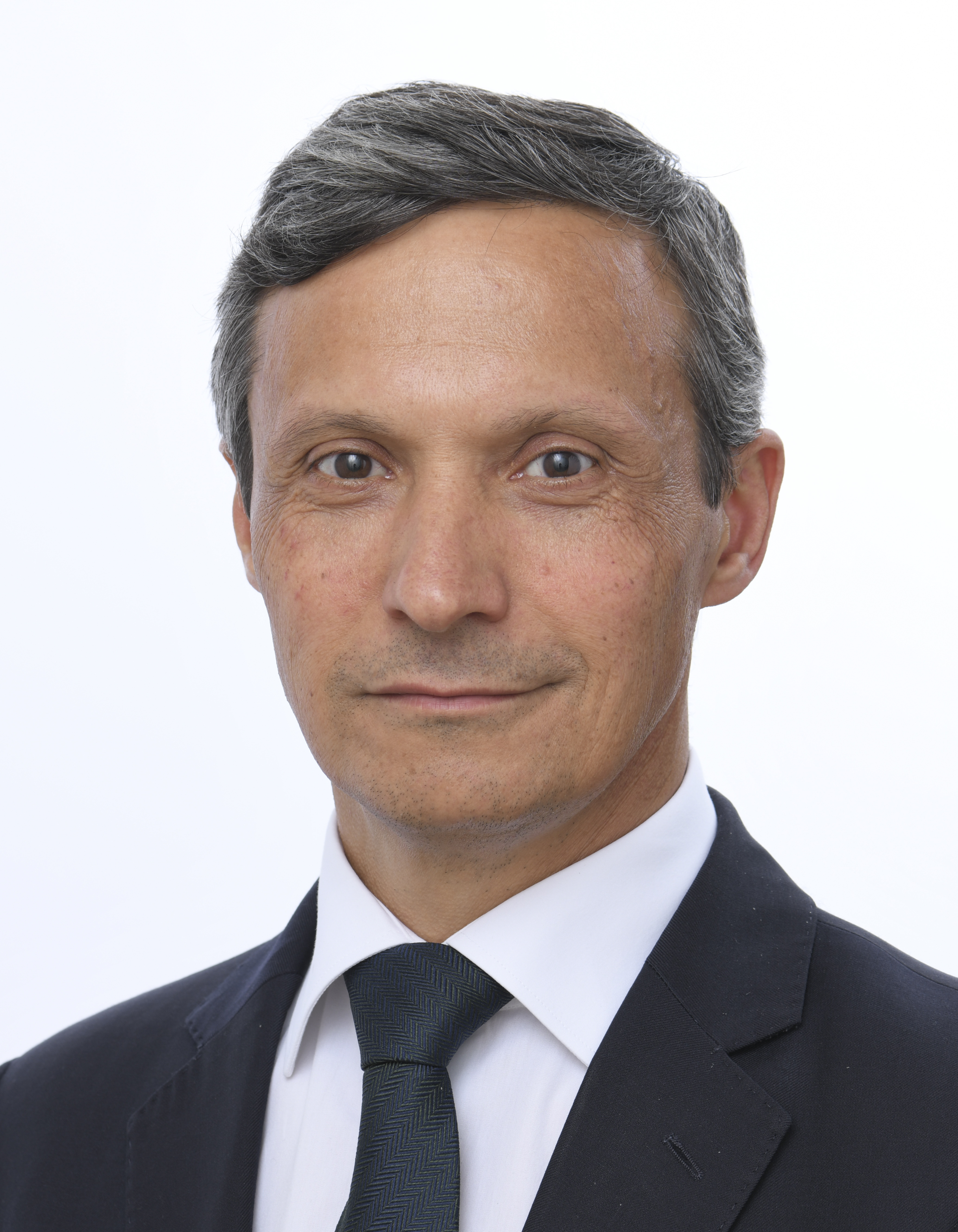
Paulo Cunha em 2024.

Paulo Cunha (Vila Nova de Famalicão, 22 de agosto de 1971) é um advogado e político português, pertencente ao Partido Social Democrata. É ex-presidente da câmara municipal de Vila Nova de Famalicão e também Presidente da Distrital de Braga do PSD. É vice-presidente do Partido Social Democrata, liderado por Luís Montenegro, desde 2022.
É docente na Universidade Lusíada no Porto, desde 1994 e no IPCA em Barcelos, desde 2021. Foi deputado municipal entre 2001 e 2005 no Município de Vila Nova de Famalicão, onde foi Vereador entre 2009 e 2013, sendo eleito Presidente da Câmara Municipal, cargo que exerceu por dois mandatos, até 2021.